# Leon Fleisher
Leon Fleisher (San Francisco, 23 de junio de 1928-Baltimore, Maryland, 2 de agosto de 2020) fue un pianista y director de orquesta estadounidense.

## Biografía
Comenzó sus estudios de piano a los cuatro años y realizó su debut en concierto a los ocho. Tocó a los dieciséis con la New York Philharmonic bajo la dirección de Pierre Monteux, quien lo definió como el hallazgo pianístico del siglo. Se convirtió en uno de los pocos niños virtuosos en ser aceptados para estudiar con Artur Schnabel, y también estudió con Maria Curcio (1918 o 1919 - 2009), última pupila del anterior.
Su brillante carrera quedó en 1964 limitada por una parálisis de la mano derecha. Fleisher triunfó como intérprete de conciertos para la mano izquierda (Ravel, Prokófiev), ejerció la docencia y se convirtió también en director de orquesta.
Leon Fleisher se convirtió en un gran pedagogo en el Peabody Institute de Baltimore, y en el Curtis Institute de Filadelfia, adorado por sus discípulos que lo denominan el "Obi-Wan Kenobi del piano" en referencia al viejo sabio de Star Wars.
Finalmente, treinta años después, en 1994 una diagnosis de distonía focal, una enfermedad neurológica le condujo a seguir un tratamiento experimental con inyecciones de bótox que le hizo recuperar el uso de su mano derecha. Su vuelta a los escenarios como pianista completo lo convirtieron en ejemplo del espíritu de superación. En 2003, volvió al Carnegie Hall para dar su primer recital a dos manos en más de tres décadas, obteniendo un éxito clamoroso.
Two Hands, un documental de veinte minutos sobre Fleisher de Nathaniel Kahn, fue nominado al Oscar ese año.
Publicó un libro de memorias titulado Mis nueve vidas con la colaboración de la crítica musical Anne Midgette, en el que exploró la depresión que lo envolvió cuando su estado empeoró y el amor a la música que lo rescató de la autodestrucción completa.

## Discografía seleccionada
- Leon Fleisher: The Complete Album Collection, Sony Classical Records, 2013
- Mozart: Piano Concertos, including 2008 recordings of the Piano Concertos in A major, K. 414 and K 488, with Fleisher soloist and as conductor of the Stuttgart Chamber Orchestra, and of the concerto K. 242 with Katherine Jacobson Fleisher (his wife) as second pianist. Sony BMG Masterworks, 2009
- Schubert: Sonata in B-flat major, D.960 / Ländler (original LP release 1956), Sony BMG Masterworks, 2008 (digital re-release)[10]
- Debussy: Suite bergamasque / Ravel: Sonatine / Valses nobles et sentimentales / Alborada del gracioso (original LP release 1959), Sony BMG Masterworks, 2008 (digital re-release)
- Mozart: Sonata in C major, K.330 / Sonata in E-flat major, K.282 / Rondo in D Major, K.485 (original LP release 1960), Sony BMG Masterworks, 2008 (digital re-release)
- Liszt: Sonata in B minor / Weber: Sonata No. 4 in E minor, Op. 70 / Invitation to the Dance, Op. 65 (original LP release 1960), Sony BMG Masterworks, 2008 (digital re-release)
- Copland: Piano Sonata / Sessions: From My Diary / Kirchner: Piano Sonata/Rorem: Three Barcarolles (original LP release 1963), Sony BMG Masterworks, 2008 (digital re-release)
- Brahms: Quintet for Piano and Strings in F minor, Op. 34 (original LP release 1963), con el Juilliard String Quartet Sony BMG Masterworks, 2008 (digital re-release)
- Brahms: Quintet for Piano and Strings in F minor, Op. 34, recorded 2007 con el Emerson String Quartet. Deutsche Grammophon
- The Essential Leon Fleisher, Sony BMG Masterworks, 2008
- The Journey, Vanguard Classics, 2006
- Leon Fleisher: Two Hands, (including a 2004 recording of Schubert: Sonata in B-Flat Major, D.960), Vanguard Classics, 2004
- Schumann: Piano Concerto y Grieg: Piano Concerto, Cleveland Orchestra, Szell (original recordings 1960, remastered and reissued 2004 by Sony BMG)
- Beethoven: The Five Piano Concertos, Cleveland Orchestra, George Szell (original recordings 1959-61, remastered), Sony BMG Masterworks, reissued 1990 and in new remastering 2006
- Brahms: Piano Concertos Nos. 1 (rec. 1958) y 2 (rec. 1962), Cleveland Orchestra, George Szell; Handel Variations and Waltzes, op. 39 (rec. 1956); Sony Masterworks, remastered and reissued 1997
- Leon Fleisher Recital, Sony Classical, 1993
- Ravel, Prokoviev, Britten: Piano Works for the Left Hand, Sony Classical, 1993
- Mozart Piano Concerto No. 25, Cleveland Orchestra, George Szell Sony Classical, reissued 1990
- Grandes Pianistas del Siglo XX. Vol. 27. Philips, 1998